# 경주 마동 삼층석탑
경주 마동 삼층석탑(慶州 馬洞 三層石塔)은 대한민국 경상북도 경주시 마동에 있는 남북국 시대 신라 중기의 삼층석탑이다. 
현재 상륜부에는 노반만 남아 있고 높이는 5.4미터이다. 기단은 2겹으로 쌓되 아랫기단의 갑돌 및 가운뎃돌은 각각 8매의 돌을 짜맞추어 만들었다. 전하는 바에 의하면 석굴암을 조성한 김대성(金大城)과 인연이 있다고 한다. 즉 김대성이 무술을 닦을 때 큰 곰을 잡아 운반하다가 날이 저물어 현재의 석탑이 있는 부근 민가에서 하룻밤을 지내게 되었는데 꿈에 곰이 덤벼들면서 절을 지어 주지 않으면 해치겠다고 하기에 이곳 마동에 절을 짓고 몽성사(夢成寺)라고 하였다가 뒤에 장수사(長壽寺)라 개명하였다는 것이다. 이 석탑도 몽성사 또는 장수사라는 사찰과 관계 있는 것으로 여겨진다.
1987년 3월 9일 대한민국의 보물 제912호로 지정되었다.

## 개요
불국사 서북쪽 언덕의 밭 가운데에 서 있는 탑으로, 2단의 기단(基壇) 위에 3층의 탑신(塔身)을 올린 모습이다.
아래층 기단은 4매, 위층 기단은 8매의 돌로 짜여져 있다. 각 층 모두 모서리에 하나씩, 가운데에 2개씩 기둥 모양을 본떠 새겼다. 3층을 이루는 탑신의 몸돌과 지붕돌은 각각 한 돌로 이루어져 있다. 지붕돌은 밑면의 받침이 5단이며, 네 귀퉁이와 아래면에는 방울을 달았던 구멍이 남아 있다.
아무런 장식이나 조각이 나타나 있지 않아 경주를 중심으로 한 경상도 지역에 널리 유행하던 소박하고 단정한 모습의 석탑 중의 하나로 보인다. 8세기 후반의 작품으로 추측되며, 불국사와도 매우 가까운 거리에 자리하고 있어서 눈길을 끈다.